# Dino Islamović
Dino Islamović (Servisch: Дино Исламовић) (Hudiksvall, 17 januari 1994) is een Zweeds-Montenegrijns voetballer die bij voorkeur als aanvaller speelt.

## Clubcarrière
Islamović, wiens ouders uit Montenegro komen, begon op zijn vijfde in de jeugd bij Malmö FF. In mei 2011 was hij op proef bij sc Heerenveen. Medio 2012 ging hij voor Fulham FC spelen. Bij de Engelse club speelde hij twee seizoenen bij het tweede elftal. Een doorbrak in het eerste elftal kwam er niet. In juni 2013 was hij op proef bij PEC Zwolle. In april 2014 ging hij testen bij FC Groningen. Op 6 juni 2014 maakte die club de overgang van Islamović bekend; hij tekent een contract voor twee seizoenen met optie voor een derde. Hij mocht zijn debuut vieren op 17 juli 2014 in de voorronde van de Europa League tegen het Schotse Aberdeen. Hij viel na 82 minuten in voor Nick van der Velden. Medio 2016 liep zijn contract af en in februari 2017 vond hij in het Zweedse Trelleborgs FF een nieuwe club. Per januari 2018 komt Islamović uit voor Östersunds FK. 
Islamović besloot Zweden in 2020 achter zich te laten, om te gaan spelen in Noorwegen bij Rosenborg BK. In twee seizoenen kwam hij hier tot 48 wedstrijden waarin hij goed was voor achttien doelpunten. Een transfer naar het Zuid-Koreaanse Gangwon FC volgde. Zijn verblijf hier bleef beperkt tot dertien optredens, waarop Islamović besloot terug te keren naar Zweden om te gaan spelen voor Kalmar FF. Na de degradatie uit de Allsvenskan vertrok de spits uit Kalmar. Hij tekende opnieuw bij Rosenborg BK
Islamović was Zweeds jeugdinternational. Hij debuteerde op 9 januari 2020 voor het Zweeds voetbalelftal in een vriendschappelijke wedstrijd tegen Moldavië (1-0)

## Erelijst

### MetFC Groningen
| Nationaal          |    |         |
| Winnaar KNVB beker | 1x | 2014/15 |